# 須恵パーキングエリア

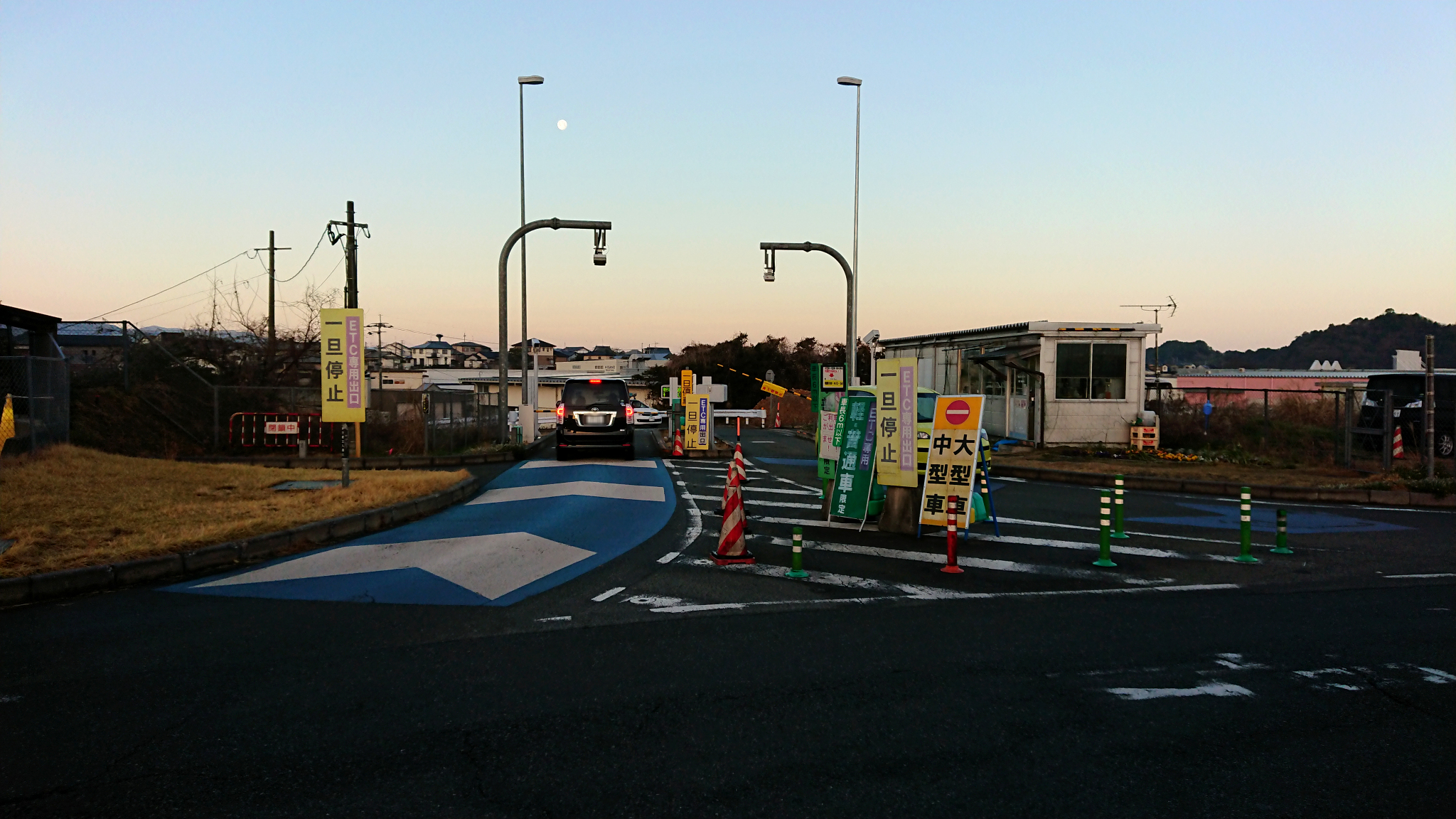
須恵スマートIC上り線

須恵パーキングエリア（すえパーキングエリア）は、福岡県糟屋郡須恵町旅石の九州自動車道上にあるパーキングエリア。

## 概要
かつて上下線共に売店・スナックコーナーが設けられていたが、門司方面（上り線）は2006年3月31日に、鹿児島方面は2006年8月31日に営業を終了して閉鎖された。売店閉鎖中は自動販売機のみの営業となっていたが、2006年12月10日にファミリーマートが開業。開業と時を同じくして自動販売機を撤去した。
また、接続する須恵町道（近くに福岡県道91号志免須恵線）を経て須恵町及び糟屋郡一帯へのアクセスを図るため、スマートインターチェンジの社会実験を行っていたが、2006年10月1日より本格運用が開始された。なお、このスマートインターは福岡空港国内線ターミナル方面への利便性も高い。また、このスマートインターは全長6.0m以上の車、大型車、特大車、中型車は利用できない。

## 歴史
- 1975年（昭和50年）3月13日：古賀IC - 鳥栖JCT間開通と同時に開業。
- 2006年（平成18年）3月31日：門司方面（上り線）の売店・スナックコーナーの営業が終了。
- 2006年（平成18年）8月31日：鹿児島方面（下り線）の売店・スナックコーナーの営業が終了。
- 2006年（平成18年）10月1日：須恵スマートICが本格運用。
- 2006年（平成18年）12月10日：上下線同時にファミリーマートが開業。時を同じくして自動販売機を撤去。
- 2018年（平成30年）3月31日：この日をもってファミリーマートの営業を終了[1]。閉店翌日より改装工事を行い、同年4月27日より跡地にはセブンイレブンが開業。

## 道路
- E3 九州自動車道

## 接続する道路
- 福岡県道91号志免須恵線（上り線）
- 須恵町道旅石乙植木線（下り線）

## 周辺
- ショウケ越
- 福岡空港
- イオンモール福岡
- 金子商店
- 皿山公園
- 志免鉱業所竪坑櫓

## 施設

### 上り線（門司方面）
- 駐車場
  - 大型7台
  - 小型19台
- トイレ
  - 男性 大2（和式1・洋式1）・小5
  - 女性 5（和式1・洋式4）
  - 車椅子用 1
- コンビニエンスストア「セブン-イレブン」（24時間）[2]
  - セブン銀行（24時間）
  - FAX・コピーサービス
  - 宅配サービス
- ウェルカムゲート
- バス停留所（下記参照）

### 下り線（熊本方面）
- 駐車場
  - 大型6台
  - 小型18台
- トイレ
  - 男性 大2（和式1・洋式1）・小5
  - 女性 5（和式1・洋式4）
  - 車椅子用 1

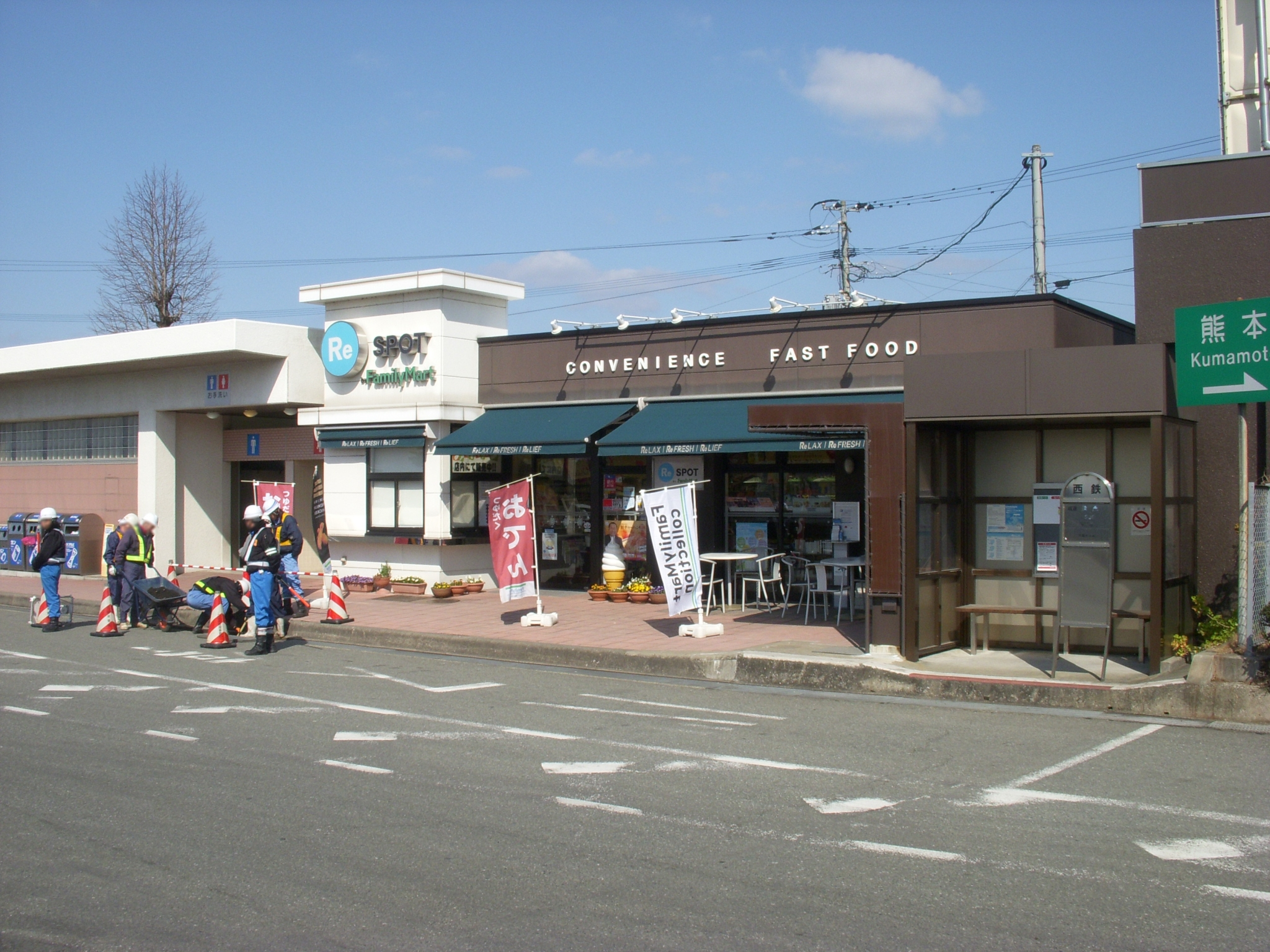
下り線（ReSpotファミリーマート時代）

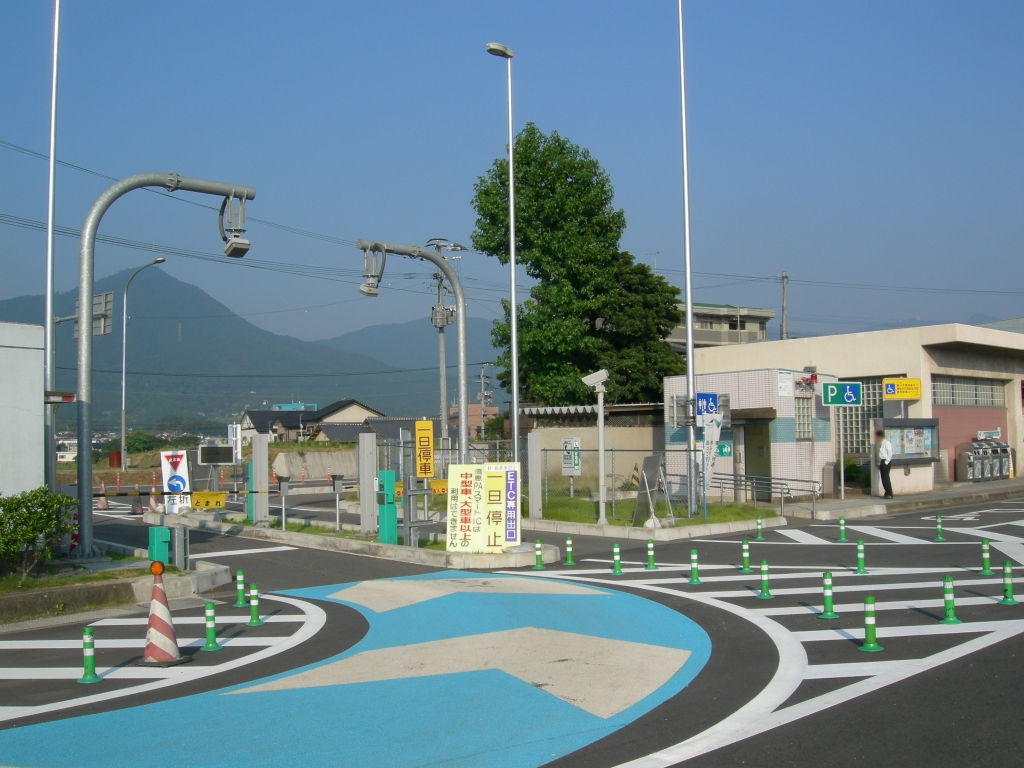
須恵スマートIC下り線

- コンビニエンスストア「セブン-イレブン」（24時間）[2]
  - セブン銀行（24時間）
  - FAX・コピーサービス
  - 宅配サービス
- ウェルカムゲート (敷地外に自治体が用意した駐車場がある)
- バス停留所（下記参照）

## バス停留所
かつては西鉄高速バスの北九州 - 久留米間の高速バスが停車していたが、2016年3月25日限りで同路線が廃止されたため、現在では当停留所に停車する路線はない。
バス事業者は、「高速須恵」という呼称を使用していた。
隣接停留所
福岡BS - 須恵PA - 宇美BS

### 周辺
- 西鉄バスめぐみ保育園バス停まで300m
  - 須恵町内、志免町、福岡空港方面
- JR香椎線須恵中央駅まで550m
- 須恵町役場

## ギャラリー

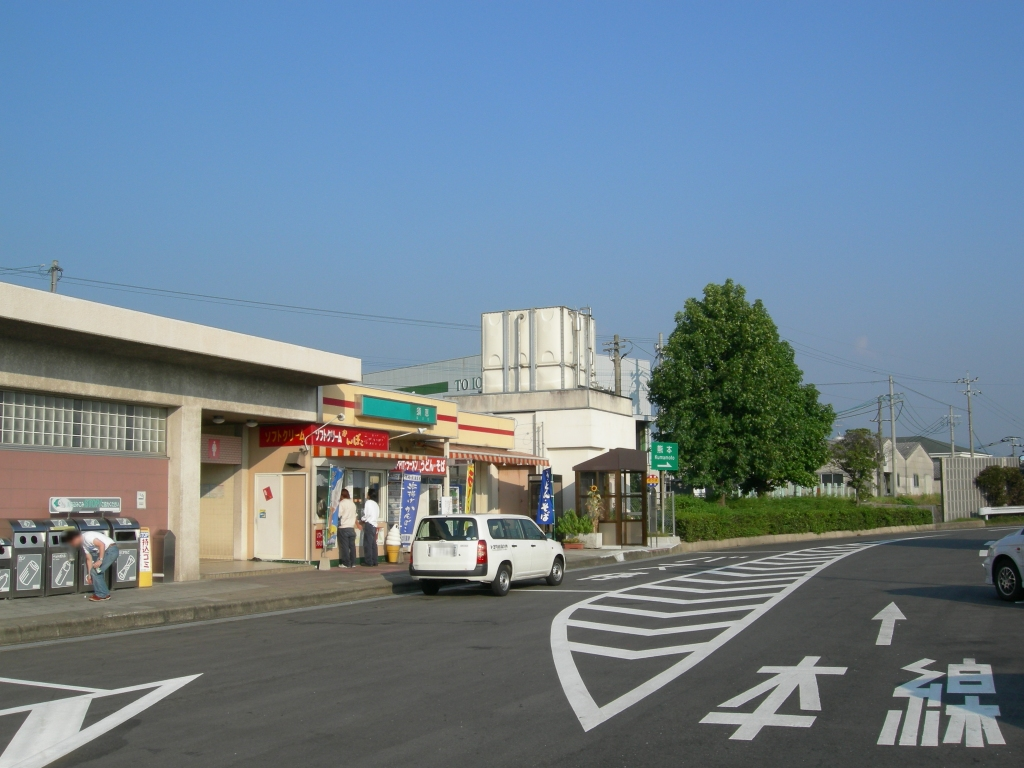
財団法人時代の売店施設

## 隣
E3 九州自動車道
(7)福岡IC - (7-1)須恵PA/スマートIC - (8)太宰府IC